# 죽은 영혼
《죽은 영혼》(러시아어: Мёртвые души 묘르트비예 두시[*])은 1842년 출판된 니콜라이 고골의 장편소설이다.
본 작품은 <검찰관>과 마찬가지로 푸시킨으로부터 테마를 얻은 것이다. 집필 착수는 1835년으로 고골 일생의 대작이다. 속편도 썼으나 미완성인 채 작자 자신이 불살라 버려 현재는 제1부밖에 남지 않았기 때문에 보통 <죽은 영혼>이라고 하면 제1부를 말한다.
이 소설은 사기꾼 치치코프가 한밑천 벌려고 어떤 시골거리에 나타나 인근의 지주한테서 죽은 농노를 사 모으며 다니는 것이 줄거리이다. 이 작품의 진가는 줄거리에 있는 것이 아니고, 치치코프가 방문하는 지주나 시골관리 하나하나의 묘사에 있다. 백일몽을 꾸고 있는 허수아비 같은 마니로프, 우둔하면서도 욕심꾸러기 여지주 코로보치카, 굉장한 수전노 프류시킨, 대식한인 소바케비치, 허풍쟁이 노즈도료프 등이 바로 그들이다.
추악한 얼굴만을 모은 화랑(畵廊)－이것이 이 소설의 전부이나 작가 특유의 디테일한 묘사에 의해 각 인물이 훌륭히 그려져 있어 러시아 리얼리즘 문학의 확립에 있어 기념할 만한 작품이 되었다.